# Kanton Saint-Alban-Leysse
Kanton Saint-Alban-Leysse (francouzsky Canton de Saint-Alban-Leysse) je francouzský kanton v departementu Savojsko v regionu Rhône-Alpes. Tvoří ho devět obcí.

## Obce kantonu
- Barby
- Bassens
- Curienne
- Les Déserts
- Puygros
- Saint-Alban-Leysse
- Saint-Jean-d'Arvey
- Thoiry
- Verel-Pragondran